# Iwaki (Klan)

Wappen der Iwaki

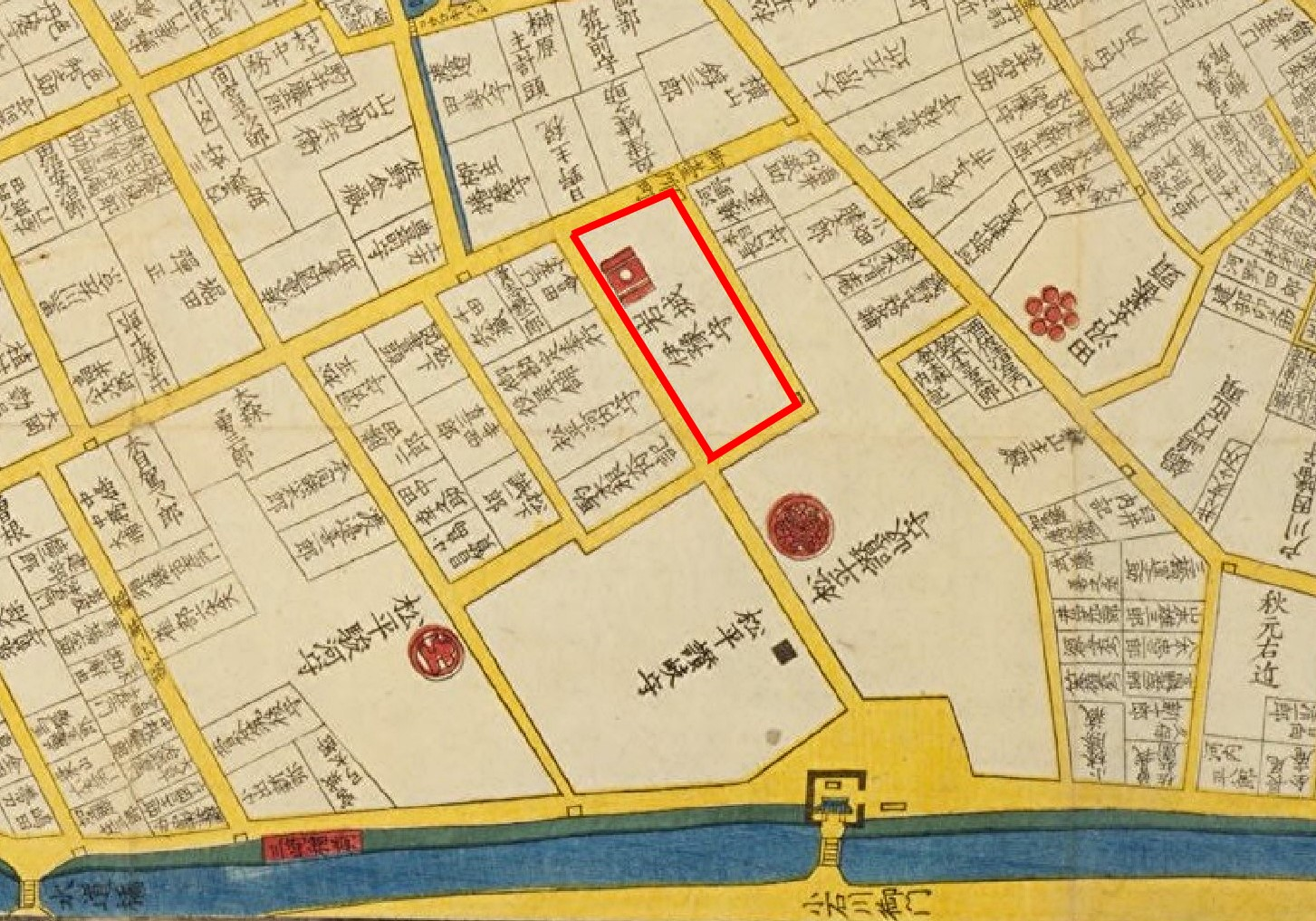
Iwaki-Residenz in Edo

Die Iwaki (japanisch 岩城氏, Iwaki-shi) waren eine Familie des japanischen Schwertadels (Buke), die sich von den Taira ableitete. Mit einem Einkommen von 20.000 Koku gehörten die zuletzt in Kameda (Präfektur Akita) residierenden Iwaki zu den kleineren Tozama-Daimyō der Edo-Zeit.

## Genealogie
- Tsunetaka (常隆; 1566–1590) erbte die Domäne Iwakitaira (Mutsu), die seine Vorfahren für mehrere Jahrhunderte innehatten. Nachdem er 1585 von Date Masamune und 1587 von Satake Yoshishige besiegt worden war, schloss er sich Toyotomi Hideyoshi an.
- Sadataka (貞隆; 1584–1621), ein Sohn Satake Yoshishiges, wurde von Tsunetaka adoptiert und folgte auf ihn. Da er sich, zusammen mit seinem Bruder Satake Yoshinobu und Uesugi Kagekatsu, den Gegnern Tokugawa Ieyasus angeschlossen hatte, verlor er Iwakidaira[A 3] mit 180.000 Koku und wurde 1602 nach Kameda (Dewa) versetzt. Dort residierten er und seine Nachkommen in einem Festen Haus (jinya) mit 20.0000 Koku bis 1868. Danach Vizegraf.